# Dunsopterus
Genre
Espèces de rang inférieur
- †Dunsopterus stevensoni Espèce type Etheridge, 1877
- †?Dunsopterus wrightianus Dawson,1881

Dunsopterus est un genre fossile de la famille des Hibbertopteridae, un groupe d'Arthropodes aquatiques Chélicérates de l'ère Paléozoïque.

## Présentation
Le genre Dunsopterus regroupe une espèce validée D. stevensoni, l'holotype du taxon, découverte dans des dépôts du Carbonifère inférieur dans le comté de Berwickshire en Écosse et une espèce discutée D. wrightianus découverte dans des dépôts du Dévonien supérieur près de la ville d'Italy dans le comté de Yates de l'État de New York,,,.

Dunsopterus appartient à la famille des Hibbertoptérides de l'ordre des Euryptérides.
Les Hibbertoptérides étaient de grands Euryptérides aquatiques, d'eau douce à saumâtre, dotés d'une tête et d'un corps larges et massifs, d'un telson (pointe de la queue) hastaté (en forme de glaive) et d'appendices adaptés à une alimentation par balayage. Ce mode d'alimentation mobilise des appendices spécialisés dotés de lames probablement utilisées par les animaux pour ratisser le substrat de leur environnement à la recherche de petites proies.
Sans être le plus grand des Hibbertoptérides (Hibbertopterus scouleri mesurait de 1,8 à 2 mètres, et Cyrtoctenus wittebergensis jusqu'à 2,5 mètres), Dunsopterus mesurait tout de même de 80 centimètres (D. stevensoni) à 1,2 mètre (D. wrightianus).
Le principal caractère qui distingue Dunsopterus des autres genres de sa famille est la disposition des lunules (marques en forme de croissant) formant des rangées sur les articles des appendices de D. stevensoni. Cette disposition des lunules est très différente de ce qu'on observe par exemple chez Cyrtoctenus peachi, chez qui ces lunules sont plus nombreuses mais moins bien triées en rangées.

## Classification
L'espèce type du genre Dunsopterus est initialement décrite en 1877 par le paléontologue et géologue britannique Robert Etheridge qui attribue alors l'espèce au genre Eurypterus sous le nom E. stevensoni. Ce n'est qu'en 1968 que le Docteur Charles Waterson, conservateur du département de géologie du Musée national d'Écosse attribue l'espèce, qui devient alors officiellement espèce type, à un nouveau genre qu'il appelle Dunsopterus, l'espèce prenant le nom de D. stevensoni. En 2002, le paléontologue américain Jack Sepkoski attribue officiellement le genre à l'ordre des Euryptérides dans le cadre de son compendium des genres d'animaux fossiles marins (un recueil d'environ 37 000 taxons). En 2010, dans le cadre d'une revue exhaustive de systématique et de phylogénie du sous-ordre des Stylonurines, le professeur de paléobiologie américain et spécialiste des Euryptérides James Lamsdell attribue le genre à la famille des Hibbertoptérides.
La classification de Dunsopterus bien qu'officiellement établie reste très discutée. En particulier, plusieurs études récentes suggèrent une relation de synonymie entre Dunsopterus et d'autres genres de la même famille.
Ainsi, dans une étude de 1993 sur des fossiles du calcaire de l'East Kirkton (en) de Bathgate, dans le West Lothian, en Écosse, Andrew J. Jeram du département de géologie de l'Ulster Museum et le paléontologue britannique Paul Antony Selden émettent l'hypothèse que les trois genres Hibbertopterus, Dunsopterus et Cyrtoctenus attribués à la famille des Hibbertoptérides seraient des synonymes en s'appuyant notamment sur une analyse comparative des appendices postérieurs et du telson. Dans sa revue de 2010, James Lamsdell émet la même hypothèse mais cette fois pour les trois genres Cyrtoctenus, Dunsopterus et Vernonopterus : cette hypothèse se base sur des similarités entre articles des appendices (Dunsopterus/Cyrtoctenus) et sur la présence des mêmes crêtes sur les opisthosomes (Vernonopterus/Cyrtoctenus).
Enfin, dans deux études plus récentes qui s'appuient sur les précédentes, James Lamsdell et la doctorante Emily Hughes suggèrent que Dunsopterus, Hibbertopterus et Cyrtoctenus pourraient représenter différents stades ontogénétiques (différents stades de développement de l'animal tout au long de sa vie) d'un genre unique,. Selon cette hypothèse Dunsopterus et Hibbertopterus représenteraient des formes juvéniles de Cyrtoctenus : ainsi, au cours du développement de ce genre unique, et parallèlement à l'augmentation de leur taille, les individus auraient connu un rapprochement des yeux au sommet de la tête, et une transformation des appendices buccaux qui, au départ, simples appendices ratisseurs permettant de pousser de relativement grosses proies vers la bouche, devenaient progressivement de véritables filtres autorisant la capture de proies aussi petites que du zooplancton.

## Histoire de la recherche
C'est Robert Etheridge, le paléontologue et géologue britannique, et premier descripteur de D. stevensoni, qui relate dans son article de 1877 les conditions de la découverte des premiers fossiles attribués à l'espèce. En 1876, un certain Mr. W. Stevenson (qui donnera son nom à l'espèce), de Duns dans le comté de Berwick en Écosse, apporte aux bureaux écossais de l'institut d'études géologiques britannique trois spécimens fossiles fragmentaires découverts dans la carrière de Kimmerghame, près de Duns. Etheridge comprend aussitôt, comme le supposait déjà Stevenson, que les spécimens sont très probablement des restes d'un très grand animal du genre Eurypterus, bien plus grand que l'espèce Eurypterus scouleri (qui deviendra plus tard Hibbertopterus scouleri) décrite par Samuel Hibbert en 1836. Il adresse un croquis de l'un des fragments à son ami, le géologue et paléontologue Henry Woodward qui, malgré la difficulté à se forger une opinion sur la seule base d'une croquis, confirme son intuition. Par la suite, Mr. A. Macconochie, collectionneur de fossiles de la branche écossaise de l'institut, se rend dans la carrière de Kimmerghame dans l'exercice de ses fonctions et découvre cinq spécimens supplémentaires globalement similaires à ceux trouvés par Stevenson. L'appellation contemporaine de l'espèce est relativement récente puisque ce n'est qu'en 1968 que Charles Waterson attribue l'espèce à un nouveau genre Dunsopterus, dont elle constitue l'holotype, l'espèce prenant alors le nom de Dunsopterus stevensoni.

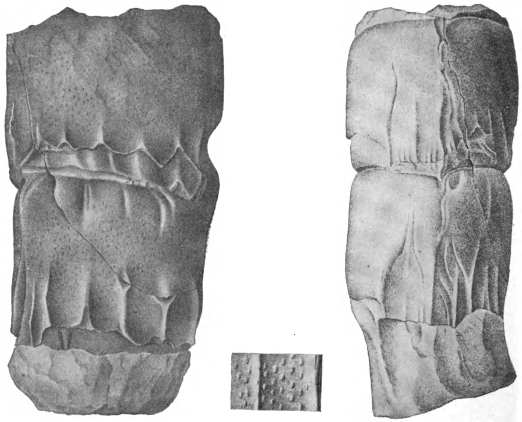
Les deux fragments de fossiles de Dunsopterus wrightianus.

Les péripéties des débuts du parcours taxonomique des deux fragments de fossiles articulés et vaguement cylindriques découverts près de la ville d'Italy dans le comté de Yates de l'État de New York et aujourd'hui attribués à l'espèce Dunsopterus wrightianus (cette attribution reste discutée) sont relatées par les paéontologues américains John Mason Clarke et Rudolf Ruedemann dans leur fameux The Eurypterida of New York de 1912. En 1881, Dawson attribue les fragments de fossiles à une espèce de plantes, appelée Equisetides wrightiana. Trois ans plus tard, en 1884, les mêmes fragments sont attribués cette fois à un animal, un Euryptéride du genre Stylonurus par le paléontologue américain James Hall. Mais la même année, les paléontologues britanniques Henry Woodward et Thomas Rupert Jones attribuent les fossiles au genre Echinocaris, un crustacé de la sous-classe des Phyllocarida, en s'appuyant sur le caractère épineux de la surface des fossiles. Toutefois, en 1888, Hall et le paléontologue américain  John Mason Clarke signalent qu'aucun Echinocaris décrit n'a d'épines semblables à celles présentes sur les fossiles et qu'elles seraient gigantesques pour un Echinocaris mais pas pour un Stylonurus. Finalement, en 1900, Beecher interprète les fragments de fossiles comme deux articles proximaux de l'un des grands appendices de reptation d'un animal du genre Stylonurus, et non pas comme deux segments de l'abdomen comme le suggérait Hall. Selon Clarke et Ruedemann, un spécimen complet de Stylonurus découvert à Otisville semblant corroborer cette interprétation, l'attribution à Stylonurus est justifiée : ils valident donc, en 1912, le nom d'espèce Stylonurus wrightianus. L'hypothèse de l'attribution au genre Dunsopterus est relativement plus récente.

### Publication originale
- [1968] (en) Charles D. Waterston, « I.—Further Observations on the Scottish Carboniferous Eurypterids* », Earth and Environmental Science Transactions of the Royal Society of Edinburgh, vol. 68, no 1,‎ 1968, p. 1–20 (DOI 10.1017/S0080456800014472, lire en ligne).